# Łatana Wielka
Łatana Wielka (niem.Groß Lattana, w latach 1938-1945 Großheidenau) – wieś w Polsce położona w województwie warmińsko-mazurskim, w powiecie szczycieńskim, w gminie Wielbark. W latach 1975–1998 miejscowość administracyjnie należała do województwa olsztyńskiego.
Wieś założona w ramach osadnictwa szkatułowego w 1794 r. na terenach osuszonego Bagna Łatana, razem z pięcioma innymi wsiami, w sąsiedztwie granicy z Mazowszem. Dawniej mieścił się we wsi posterunek żandarmerii granicznej. Rozproszony charakter zabudowy wynika z okresu powstania wsi i wydzielenia wielu gospodarstw rolnych. W 1938 r. w ramach akcji germanizacyjnej zmieniono urzędową nazwę wsi na Großheidenau.

## Zabytki
- Dawny posterunek żandarmerii granicznej - dwukondygnacyjny budynek o szachulcowej konstrukcji ścian i wysokim, dwuspadowym dachem, z wystawką w elewacji frontowej. Obecnie własność prywatna.

Zobacz też: Łatana Mała